# Осборн, Сидни Престон
Си́дни Пре́стон О́сборн (англ. Sidney Preston Osborn; 17 мая 1884, Финикс — 25 мая 1948, там же) — американский политик, 7-й губернатор Аризоны. Единственный губернатор Аризоны, находившийся на этом посту четыре срока подряд.

## Биография
Сидни Престон Осборн родился 17 мая 1884 года в Финиксе, штат Аризона. В 1903 году он окончил школу и поступил в Джорджтаунский университет в Вашингтоне, где увлёкся политикой.
В 1898 году Осборн был служителем в законодательном собрании Территории Аризона, с 1903 по 1905 год — делегатом Конгресса США, а в 1910 году — членом Конституционного конвента Аризоны. С 1912 по 1919 год он был секретарём штата Аризона, а с 1933 по 1934 год — директором департамента государственных сборов штата.
Осборн три раза неудачно баллотировался на должность губернатора Аризоны, пока, наконец, не был избран 5 ноября 1940 года. Губернатор Осборн был переизбран три раза подряд. После вступления в должность Осборн собрал всех высших должностных лиц штата и заставил их подписать заявление об отставке, но без даты. Если в дальнейшем чиновник становился помехой для штата, то губернатор ставил дату и официально объявлялось об отставке чиновника. Во время пребывания Осборна в должности по всей территории штата строились военные объекты, что благоприятно сказалось на экономике и привело к удвоению численности населения.
Во время своего четвёртого термина Осборн страдал от болезни Лу Герига, едва был в состоянии общаться с сотрудниками и умер в своём кабинете 25 мая 1948 года. Исполняющим обязанности губернатора стал секретарь штата Дэн Гарви. Сидни Престон Осборн был похоронен в городе Финикс, штат Аризона.